# سيسامون
بلدية سيسامون (بالإسبانية: Sisamón) هي بلدية تقع في مقاطعة سرقسطة التابعة لمنطقة أراغون شمال شرق إسبانيا.

## الديموغرافيا
بلغ عدد سكان بلدية سيسامون 43 نسمة عام 2011 (وفقاً للمعهد الوطني الإسباني للإحصاء).
| 89 | 83 | 68 | 56 | 53 | 51 | 43 |